# Ирмингерово море
Ирмингерово море је названо према данском вицеадмиралу Карлу Лудвигу Кристијану Ирмингеру према којем је названа и морска струја, Ирмингерова струја. Ирмингерово море је једно од главних риболовних подручја црвене рибе (Sebastes marinus).

## Границе
Северну границу мора чини Дански пролаз који се налази између Исланда и источног дела Гренланда преко којег је Ирмингерово море повезано са Гренладским морем. На југозападу се протеже до Капе Фарвела, јужног врха Гренланда, где се додирује са Лабрадорским морем. Јужна граница мора је отворена према Атлантском океану.